# Anna Mendak
Anna Mendak (ur. w 1980 we Wrocławiu) – polska tancerka i instruktor tańca flamenco, z wykształcenia psycholog. Członek zespołu Danza del Fuego.

## Nagrody
W 2004 zdobyła I miejsce w konkursie na najlepszą polską tancerkę podczas III Międzynarodowego Festiwalu Kultury Hiszpańskojęzycznej „Viva Flamenco” w Łodzi i otrzymała nagrodę publiczności. Projekt „Od orientu do flamenco”, łączący sztukę flamenco z muzyką orientalną i tańcem brzucha zdobył II miejsce na Międzynarodowym Festiwalu Folkowym Ethnosfera w 2002.

## Udział w programach telewizyjnych
Jako nastolatka występowała w programach telewizyjnych telewizji Polsat Pamiętnik nastolatki i regionalnego oddziału TVP we Wrocławiu Truskawkowe studio.